# 遊騎兵號航空母艦 (CV-4)
遊騎兵號（英文：USS Ranger，CV-4）為美國海軍第一艘以航空母艦為目的而設計並製造的軍艦 ，也是美國海軍在航母開發黎明期的嘗試作品。由於其較小的噸位與艦島，狹窄的飛行甲板以及耐波性的問題，使得該艦型並未成為主流，後續的建造計劃也被取消。但該艦在設計與操作中所產生的問題，為後續航艦的設計上提供了許多寶貴的經驗。
在第二次世界大戰初期，遊騎兵號是美國大西洋艦隊裡唯一的航空母艦。1944年轉為訓練航空母艦，負責訓練夜間戰鬥機飛行員，以及其它戰鬥訓練任務，大戰結束之後就很快退役，並被拆解。美國在戰前服役的六艘航母裡，遊騎兵號、薩拉托加號與企業號三艘存活到戰後，而且遊騎兵號是唯一沒有跟日本海军交戰的航母。

## 設計
早在美國第一艘航空母艦蘭利號於1922年服役時，美國海軍就在規劃下一代的新型航空母艦。但是在1922年時，美國國會批准了華盛頓海軍條約，於是美國海軍一方面把兩艘戰鬥巡洋艦改裝成為航空母艦，即列星頓號與薩拉托加號，另一方面也延緩了這級航艦的建造時程，以方便進行更多的研究。
由於華盛頓海軍條約中規定美國航空母艦的噸位為135,000噸，而且兩艘列星頓級航艦就占去了66,000噸，所以新航艦的適當噸位就變成主要的研究對象。雖然部份海軍軍官希望新航艦能有20,000噸左右，但海軍航空署署長威廉·莫菲特（William A. Moffett）少將力主建造13,800噸級的航艦，理由是根據英國與日本的經驗，這種噸位的航艦所能操作的飛機跟更大的船是差不多的。另一位海軍軍官，海軍部長的助手布魯斯·雷頓（Bruce G. Leighton）少校此時也提出他的研究報告，他也認為13,800噸級的航艦對於保護戰列、反潛、偵察、與對地攻擊等任務都很合適。還有一些因素也影響了海軍的決策，例如美國艦隊總司令查爾斯·休斯上將對航艦的使用方法雖然和莫菲特少將不同，但他也希望艦隊中能有一種較小型的航艦，以用他的飛機來保護他的戰鬥艦。
在這些考量之下，美國海軍在1927年所提出新的五年造艦計劃中，他們預備建造5艘13,800噸的新航艦。1929年海軍工程署提出設計案，跟有大型艦島結構的列辛頓級航艦不同，新航艦沒有艦島，構型類似蘭利號。第1艘的預算在1929會計年度提出，預定造價1,520萬美金，但由於新一轮的倫敦海軍會議預備在1930年初舉行，而且還有許多細部的問題有待解決（其中包括夜間降落的問題），因此胡佛總統在1930年初暫停了整個計劃。美國國會批准條約之後，海軍部在9月份再度提出計畫；本艘船艦由三家造船廠商競爭：紐波特紐斯造船公司、紐約造船廠、伯利恆造船公司，最終由紐波特紐斯造船公司得標，海軍在1930年11月簽訂造艦契約，1930年12月10日由海軍航海署命名為遊騎兵號。1931年9月26日安放龍骨，1933年2月25日下水，擲瓶式是由當時的第一夫人，盧·亨利·胡佛夫人執行。1934年6月4日正式服役，由亞瑟·布里斯托上校擔任艦長。
遊騎兵號的設計為了節省噸位，相較於大型正規航艦省略了不少東西，連帶也讓日後運用彈性較為不足。包括較為不足的動力與裝甲，以及因為原始設計不包括反艦任務因此航艦沒有設計魚雷彈藥庫，因此無法在海上航空決戰運用上有所建樹。

## 1934年到1941年間
遊騎兵號服役時與當初的設計略有不同。首先，該艦多了約700噸的排水量，其次，根據多次艦隊解難演習所獲得的經驗，遊騎兵號還是裝設了一個相對較小的艦島。第一架在遊騎兵號起降的飛機是由亞瑟·戴維斯（Arthur C. Davis）少校所駕駛了沃特O3U-3偵察機，時間是1934年6月21日。8月6日遊騎兵號離開乞沙比克灣（Chesapeake Bay），至南美洲海域進行試航訓練，並訪問了里約熱內盧，布宜諾斯艾利斯，以及蒙特維多等港口。1935年4月15日抵達圣迭戈，之後到1939年初都在太平洋地區執勤，並參與了四次艦隊解難演習。1939年2月，遊騎兵號前往加勒比海地區參加艦隊解難第20號演習，演習結束後就回到諾福克港，並執行從美國東海岸到加勒比海地區的巡邏任務。德國於9月1日侵入波蘭，而英、法兩國在9月3日對德國宣戰後，美國海軍遂組織一個「中立巡航」任務，以保護中大西洋的貿易航線。遊騎兵號也被納入，並巡弋從百慕達到紐芬蘭之間的海域。

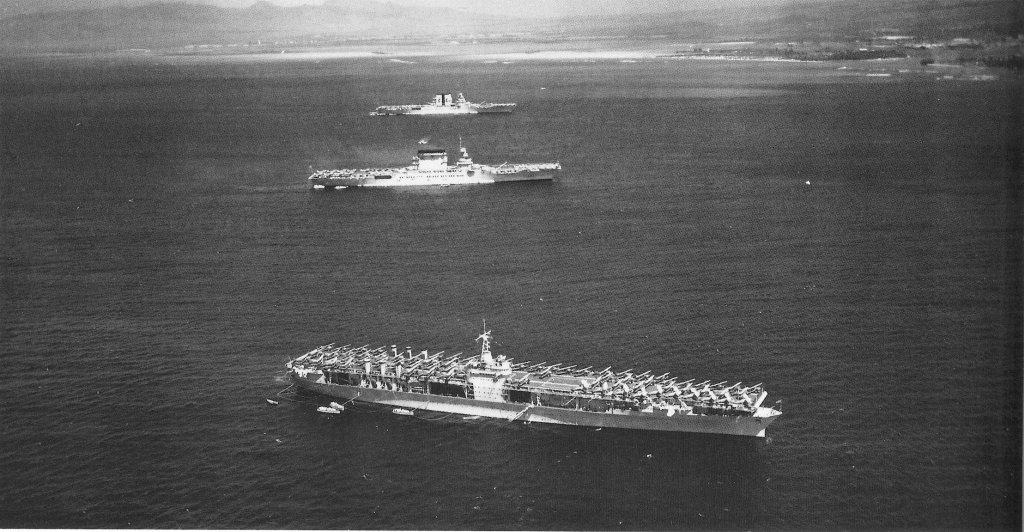
艦隊解難第19號演習中，泊碇在夏威夷檀香山的美國航空母艦，由前景往後分別為遊騎兵號，列星頓號，與薩拉托加號。攝於1938年4月8日

雖然在設計與建造時認為噸位較小的航艦較為適用，但等到航艦進行試航時就發現遊騎兵號的耐波性不良，飛機在海象較差時的起降較為危險。幾次艦隊解難演習中也發現，遊騎兵號的甲板過窄，航速太慢，這讓魚雷轟炸機在航艦上的操作有非常多限制，尤其在沒有足夠的風勢幫助下，攜帶魚雷的轟炸機幾乎無法起飛。也因此在1941年時，遊騎兵號的飛行大隊是54架F4F戰鬥機與18架SBD俯衝轟炸機，並以此編制進入第二次世界大戰。由於有許多操作上的限制，遊騎兵號之後當美國設計約克鎮級與艾塞克斯級航艦時，就不再有小型化的爭論，而且遊騎兵號後續的建造計畫也喊停。

## 第二次世界大戰

### 1942年
美國在1941年12月7日進入第二次大戰時，遊騎兵號正在加勒比海地區巡弋。她在12月8日返回諾福克港，雖然在太平洋地區戰況吃緊，但遊騎兵號並無進入太平洋的計劃，而是在21日出發南大西洋進行長達三個月的巡邏任務。1942年4月，遊騎兵號成為大西洋艦隊航艦部隊的旗艦，並在5月時與7月分別載運68架與75架陸軍的P-40戰鬥機至非洲黃金海岸（現迦納）的阿克拉，這兩批P-40最後都送到中國以補充陳納德將軍的第十四航空軍。之後該艦在東海岸與加勒比海地區進行戰鬥與油補訓練，直到11月火炬行動展開。
身為大西洋艦隊唯一一艘大型航艦，遊騎兵號率領其它四艘護航航空母艦前往北非的摩洛哥，為登陸部隊提供空中掩護。11月8日，遊騎兵號上的F4F野貓式戰鬥機起飛前往攻擊法屬北非的軍事目標。三天的戰鬥中，遊騎兵號的戰機飛行了469架次，摧毀了維琪法國海軍的信天翁號驅逐艦與兩艘潛艇，擊落15架飛機並擊毀約70架停在地面的各式飛機；此外，對維琪法國陸軍的阻絕打擊中，破壞了約21輛輕戰車與86輛其它車輛，大部份是載運部隊至前線的卡車。本身損失則只損失了16架戰鬥機。
卡薩布蘭加地區的維琪法國部隊在11月11日投降後，遊騎兵號便在12日離開北非地區，返回諾福克港。

### 1943年
遊騎兵號於1942年12月16日進入諾福克港進行整修，至1943年2月7日結束。航艦又載運75架P-40驅逐機至卡薩布蘭加，然後至北大西洋，在新英格蘭地區至加拿大新斯科細亞省哈利法克斯之間的海域進行巡邏與訓練任務。到8月份，遊騎兵號前往英國的斯卡帕灣，加入英國本土艦隊。10月2日，遊騎兵號與英國本土艦隊從泊地出發，至挪威海域攻擊德國船隻。這個作戰代字為「領袖」（Operation Leader），這個由英、美兩國海軍組成的特遣艦隊是由英國海軍上將布魯斯·佛雷塞爵士（Sir Bruce Fraser）指揮，包含2艘戰鬥艦，1艘航艦（即遊騎兵號），4艘巡洋艦，與10艘驅逐艦。遊騎兵號負責特遣艦隊的戰鬥巡邏與空中攻擊任務。
特遣艦隊於10月4日抵達作戰地點，遊騎兵號總共起飛了兩波，包括20架SBD俯衝轟炸機，10架TBF魚雷轟炸機，與14架F4F戰鬥機，攻擊了挪威的博德港。當中還有個插曲：10月3日時德國方面宣佈由於U-404號在4月25日擊沉了遊騎兵號 ，希特勒在艇長奧圖·馮·畢羅上尉的騎士級十字勳章上飾橡葉，因此遊騎兵號的飛行員們決定要讓馮·畢羅跟希特勒知道，遊騎兵號還存活著，而且還能攻擊。他們的確辦到了，共有44,000噸德國船隻被擊沉或摧毀 ，2架德國飛機被執行戰鬥巡邏任務的戰機擊落，本身在攻擊行動中損失1架TBF魚雷轟炸機與2架SBD俯衝轟炸機。特遣艦隊於4日下午結束行動，並於6日返回了斯卡帕灣。
遊騎兵號接下來到11月下旬，都與英國第2戰鬥艦分隊一同巡弋冰島海域。航艦於1943年12月4日返回波士頓。

### 1944年到1945年
遊騎兵號在1944年1月3日成為訓練航艦，其間也曾載運陸軍的P-38閃電式驅逐機與美、法兩國海軍人員前往北非，並把軍方乘客與需要維修的陸軍飛機運返美國。美國海軍軍令部長金恩上將原打算將遊騎兵號進行現代化工程，包含延長她的飛行甲板，更新引擎，加大軍火儲存設施與加裝裝甲，以適應在太平洋戰區的作戰需求。但由於會干擾新航艦的建造與既有大型航艦的修護工程，最後金恩的幕僚說服他取消這個計劃。不過遊騎兵號在1944年5月還是進入諾福克海軍造船廠，加裝新的彈射器、雷達，以及與夜間飛行相關的設備。1944年7月抵達美國西岸，搭載第102夜間戰鬥機中隊的飛機與人員，然後在夏威夷至加州之間的海域執行訓練任務，一直到戰爭結束后，遊騎兵號從未與日本海軍交鋒過。

## 戰後與除役
遊騎兵號在1945年9月30日從加州聖地牙哥出發，至巴拿馬的巴爾波載運一批軍方與平民乘客，駛抵路易斯安那州的紐奧爾良，並參加當地的海軍日慶祝活動。之後遊騎兵號待在美國東海岸地區，一直到1946年10月18日在諾福克除役。10月29日除籍，隨即在1947年1月28日出售拆解。
在第二次世界大戰中，遊騎兵號獲得兩枚戰星。

## 註解
1. ↑  前三艘航艦都是由別的船艦改裝的，蘭利號從運煤艦朱比特號改裝，列克星敦號與薩拉托加號則是由列克星敦級戰鬥巡洋艦改裝
2. ↑  U-404號事實上是攻擊了英國的護航航艦比特號（HMS Biter，D97），她發射了4枚魚雷，但都沒有擊中
3. ↑  包括2艘商船被擊沉，1艘油輪，2艘大型商船，2艘運兵船，與1艘巡邏艦被摧毀

## 外部連結
- USS Ranger (CV-4) Reunion Group （页面存档备份，存于）
- Air Group 4 （页面存档备份，存于）
- USS Ranger (CV-4)－Dictionary of American Fighting Ships, Vol. VI, 1976, pp. 31-33
- USS Ranger (CV-4)－Naval Historical Center
- USS RANGER   (CV-4) （页面存档备份，存于）－NavSource Online，Aircraft Carrier Photo Archive